# 皮亞內佐
皮亞內佐是瑞士的城鎮，位於該國南部，由提契諾州負責管轄，面積8.02平方公里，海拔高度491米，2011年人口579，八成人口信奉羅馬天主教，人口密度每平方公里72人。